# Cousso
Cousso ist eine Gemeinde (Freguesia) im nordportugiesischen Kreis Melgaço.

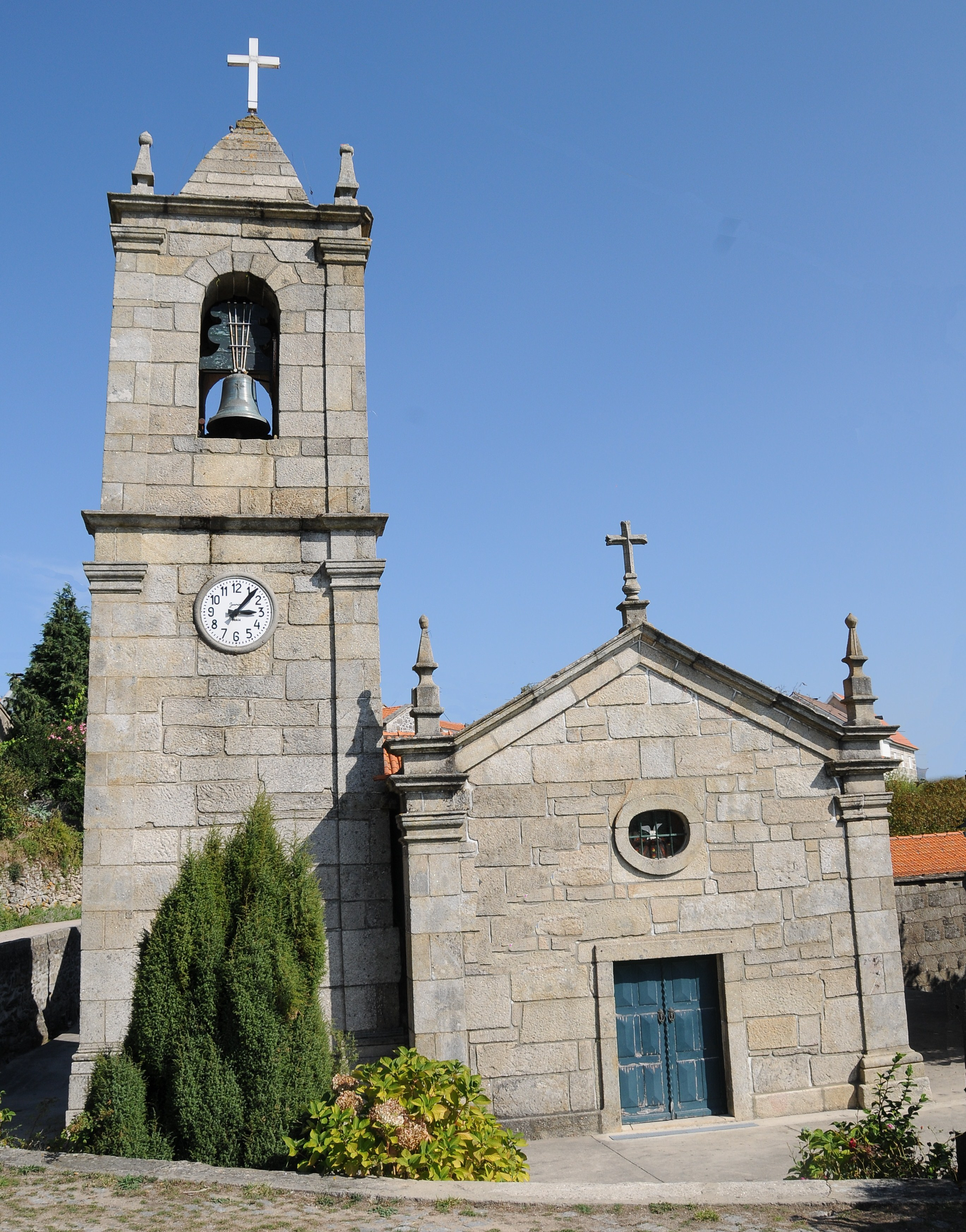
Kirche von Cousso

 In ihr leben 239 Einwohner (Stand 19. April 2021).